# Hawthorn Football Club
Lo Hawthorn Football Club è un club di football australiano di Melbourne